# 雅娜·亨克
雅娜·亨克（德語：Jana Henke，1973年10月1日—），德国女子游泳运动员。她曾代表德国参加1992年、2000年和2004年夏季奥林匹克运动会游泳比赛，其中1992年奥运会获得一枚铜牌。